# Leichter Kreuzer

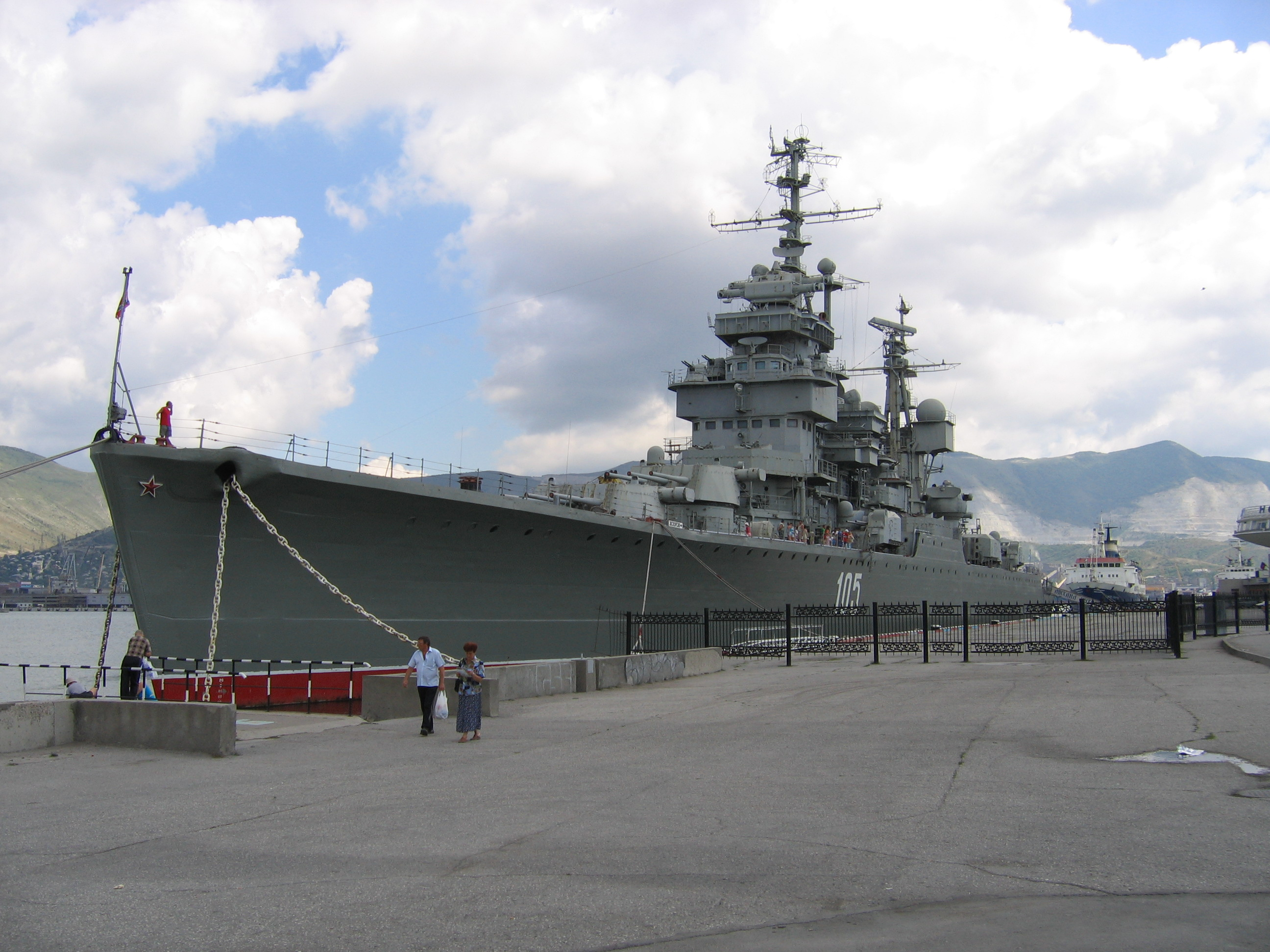
Leichter Kreuzer Michail Kutusow der Swerdlow-Klasse, Russland

Der Leichte Kreuzer ist ein Kriegsschifftyp des 20. Jahrhunderts.

## Typologie
Der Schiffstyp des Leichten Kreuzers ging, rein technisch betrachtet, einerseits aus den deutschen Kleinen Kreuzern (wobei hier auch Aspekte der kleineren Stationskreuzer bzw. Auslandskreuzer aus dem späten 19. Jahrhundert mit einflossen) sowie andererseits aus den britischen „light cruisers“ bzw. den sogenannten Scoutkreuzern aus der Zeit von vor dem Ersten Weltkrieg, die wiederum einige Merkmale der vorangegangenen Geschützten Kreuzer besaßen, hervor. „Leicht“ bezieht sich dabei nicht auf die Wasserverdrängung, sondern auf das Geschützkaliber der Hauptbewaffnung, das um 15 cm liegt – also deutlich unter der bei der Washingtoner Flottenkonferenz 1922, an der die stärksten, nach dem Ersten Weltkrieg existierenden Seemächte (die Vereinigten Staaten, Großbritannien, Japan, Frankreich und Italien) teilnahmen, festgelegten Kaliberobergrenze von 20,3 cm für Kreuzer. Erst ab der Flottenkonferenz von London im Jahr 1930 wurde der Leichte Kreuzer mit einer Kaliberobergrenze von 15,5 cm als eigener Schiffstyp definiert, wobei allerdings Frankreich und Italien, die mit den Ergebnissen der Konferenz in Washington 1922 bezüglich der Tonnagebegrenzungen nicht zufrieden gewesen waren, nur als Beobachter teilnahmen. Das Londoner Flottenabkommen von 1936 schließlich legte eine Tonnageobergrenze von 8.000 tn.l. fest, allerdings nahmen Japan und Italien an dieser Konferenz gar nicht mehr teil.

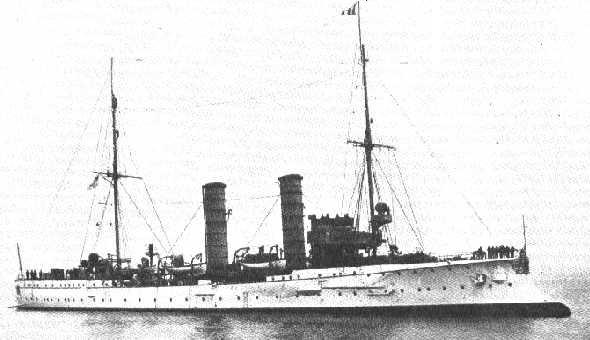
Kleiner Kreuzer Niobe von 1899

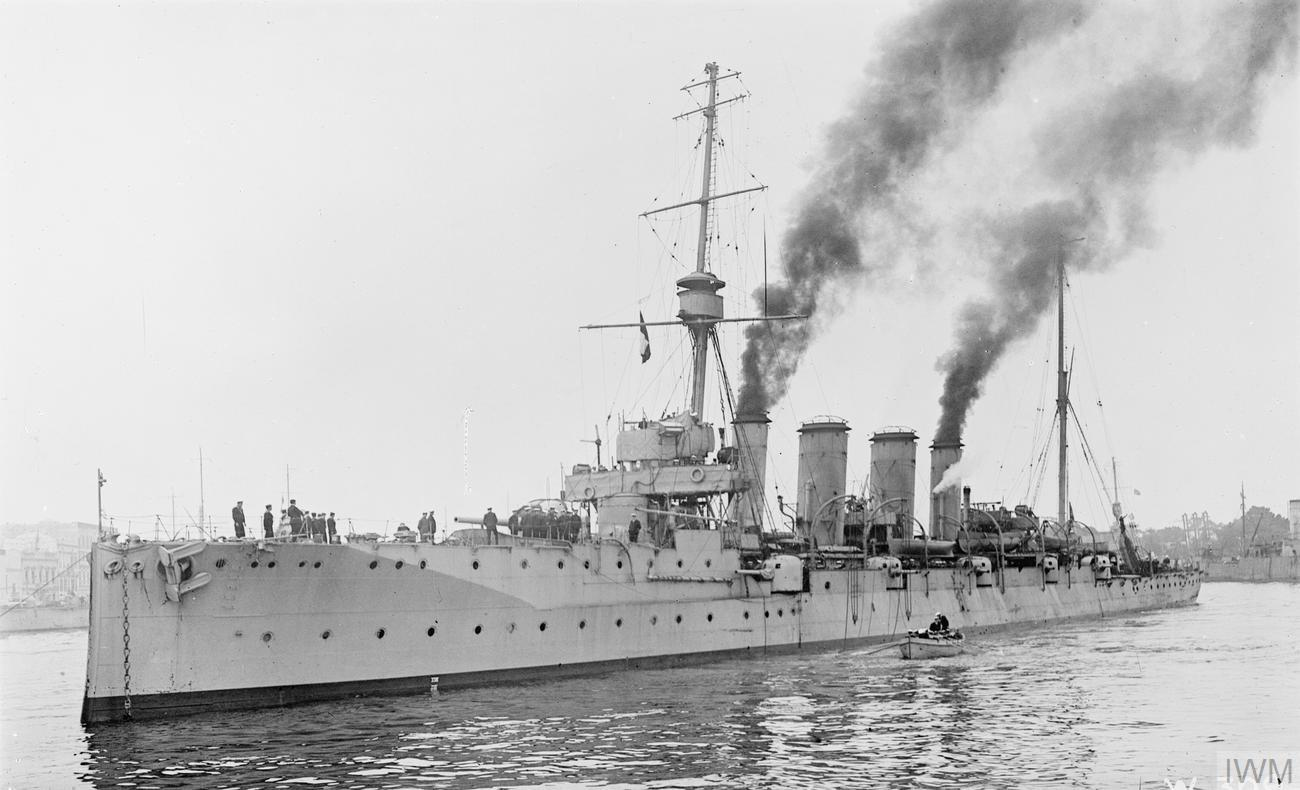
Leichter Kreuzer Gloucester der Town-Klasse (1917)

Bereits vor der Washingtoner Flottenkonferenz kannte die Royal Navy die Klassifizierung als „Light Cruiser“, so etwa bei den Kreuzern der Town-Klasse. Die Bezeichnung leitete sich von „Light Armoured Cruiser“ („leichter Panzerkreuzer“) ab, denn die Schiffe hatten wie die früheren Panzerkreuzer, mit denen sie sonst nichts gemein hatten, einen vertikalen Panzerschutz entlang der Wasserlinie.
Leichte Kreuzer wurden auch in bzw. für Länder gebaut, die nicht vertragsgebunden oder zu den sukzessiven Konferenzen nicht eingeladen worden waren, etwa Argentinien (die in Großbritannien gebaute La Argentina von 1937), das Deutsche Reich (etwa die Königsberg-Klasse), die Niederlande (z. B. De Ruyter) und Spanien (Almirante-Cervera-Klasse).

## Einsatzzwecke
Leichte Kreuzer sollten Gefechte mit gleich großen gegnerischen Schiffen führen, Zerstörer- und Torpedoboot-Angriffe abwehren, Küstenziele bekämpfen, Handelskrieg führen oder als Führungsschiffe für eigene Zerstörergeschwader dienen. Außerdem sollten sie die klassischen Aufklärungsaufgaben übernehmen. Wegen der wachsenden Bedeutung der Luftwaffe erhielten Leichte Kreuzer in den 1930er Jahren eine verstärkte Flugabwehrbewaffnung. Es entstanden auch spezialisierte Formen dieser Schiffe: Die Royal Navy und die US Navy entwickelten Kreuzer, die als Hauptbewaffnung flugabwehrtaugliche Mehrzweckgeschütze von 12,7–13,3 cm erhielten und später auch als Flugabwehrkreuzer bezeichnet wurden. Die japanische Marine rüstete mehrere Einheiten zu Torpedokreuzern um. Um im Verband mit Zerstörern operieren zu können, erreichten die Schiffe teilweise sehr hohe Geschwindigkeiten; die italienischen Leichten Kreuzer der Alberto-di-Giussano-Klasse liefen bei ihrer Erprobung sogar bis zu 42 Knoten (ca. 77 km/h), allerdings wurden diese "irreführenden" Geschwindigkeiten nicht mit voller Einsatzverdrängung und nur mit zeitweiser, etwa 30 Minuten andauernder Turbinenübersteuerung während der Testfahrten erzielt; sie sind nicht als stellvertretend für die späteren Geschwindigkeiten unter Einsatzbedingungen zu deuten.

## Weiterentwicklung
Die Rüstungsanstrengungen vor dem Zweiten Weltkrieg führten dazu, dass die von den Flottenkonferenzen festgelegten Begrenzungen spätestens ab etwa 1935/36 nicht mehr eingehalten wurden, so hatte Japan bereits Ende 1934 die Verträge von Washington und London mit Wirkung von Ende 1936 (fristgerecht) gekündigt. In der Folge entstanden in allen Nationen, die später auch in den Krieg verwickelt waren, Konzepte für neue, schnellere und stärker bewaffnete Kreuzer. Waren zudem bei den Schiffen, die in der Endphase des Ersten Weltkrieges oder in den 1920er Jahren geplant oder gebaut worden waren, die Geschütze häufig noch in Einzellafetten untergebracht (siehe z. B. Emden (Deutsches Reich), Naka (Japan) oder die britische Danae-Klasse), so erfolgte nun der Einbau der Geschütze in Doppel- oder Drillingstürmen, was die Feuerleitung erleichterte.
Im Verlauf des Krieges und bis 1945 erreichten Leichte Kreuzer eine Verdrängung von über 15.000 Tonnen und eine für die Größe beachtliche Standfestigkeit und Feuerkraft; durch die Einführung von Radar im Verlauf des Krieges wurde die Präzision der Feuerleitung nochmals verbessert, zudem konnten die Kreuzer ihre Geschütze nun auch entsprechend bei Dunkelheit wesentlich besser und über größere Distanzen einsetzen. Die mit 27 gebauten Einheiten zahlenmäßig stärkste Klasse von Leichten Kreuzern in der Zeit des Zweiten Weltkriegs war die Cleveland-Klasse der United States Navy; die Einheiten dieser Klasse verfügten über insgesamt zwölf 15,2-cm-Geschütze in vier Drillingstürmen sowie über 50 leichtere Flugabwehrgeschütze im Kaliber 20 mm und 40 mm (in den letzten Jahren des Zweiten Weltkrieges erfolgten, bedingt durch die massive Zunahme der Luftbedrohung, bei fast allen Kreuzern von allen kriegführenden Nationen erhebliche Verstärkungen hinsichtlich der Flugabwehrkapazitäten). Andererseits entstanden aber auch besonders leichte und schnelle Leichte Kreuzer, die nur einen vergleichsweise schwachen Panzerschutz besaßen und die von der Auslegung her eher einem Großzerstörer entsprachen, aber dennoch niemals eindeutig als solche klassifiziert wurden. Als Beispiel für eine solche Einheit wäre der japanische Leichte Kreuzer Yūbari zu nennen, der quasi einen Experimentalentwurf zwischen einem großen Zerstörer und einem Leichten Kreuzer darstellte.
Nach Einführung von bordgestützten Flugkörpern verloren die Leichten Kreuzer mit ihrer Rohrartillerie zunehmend an Bedeutung. Sie wurden entweder zu Lenkwaffen- bzw. Raketenkreuzern umgebaut oder außer Dienst gestellt. Für die US Navy wurden während des Zweiten Weltkriegs über dreißig Leichte Kreuzer gebaut, die fast alle den Krieg überstanden. Diese relativ neuen und unverbrauchten Schiffe wurden, sofern sie nicht dem Umbauprogramm zugeführt wurden, in den Reservestatus versetzt und „eingemottet“. Deshalb wurden die noch älteren Leichten Kreuzer aus der Vorkriegszeit ausgemustert und einige an Argentinien und Brasilien verkauft.
Nur vereinzelt wurden nach 1945 noch Leichte Kreuzer gebaut, so von der sowjetischen Marine. Wenige blieben weiter in Dienst und dienten meist als Schulschiffe.

## Großer leichter Kreuzer
Während des Ersten Weltkriegs ließ die Royal Navy drei große Kriegsschiffe von etwa 20.000 tn.l. bauen, die für den Einsatz in der Ostsee vorgesehen waren (Furious, Courageous und Glorious). Die Furious sollte mit zwei 45,7-cm-Geschützen (18 Zoll) in Einzeltürmen bewaffnet werden, die beiden anderen erhielten vier 38,1-cm-Geschütze (15 Zoll) in zwei Doppeltürmen. Die Panzerung war minimal. Sie erhielten die Klassifizierung Large light Cruisers, ähnelten jedoch eher leichten Schlachtkreuzern. Sie erwiesen sich als Fehlkonstruktionen und wurden bald zu Flugzeugträgern umgerüstet.

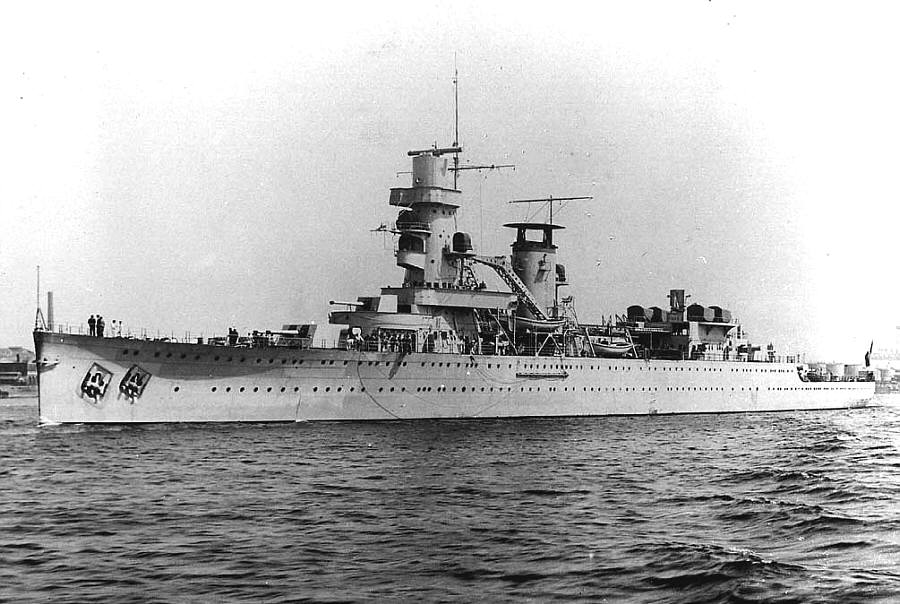
Leichter Kreuzer De Ruyter der niederländischen Marine (1936–1942)
Leichter Kreuzer Belfast der britischen Royal Navy (heute als Museumsschiff auf der Themse in London)
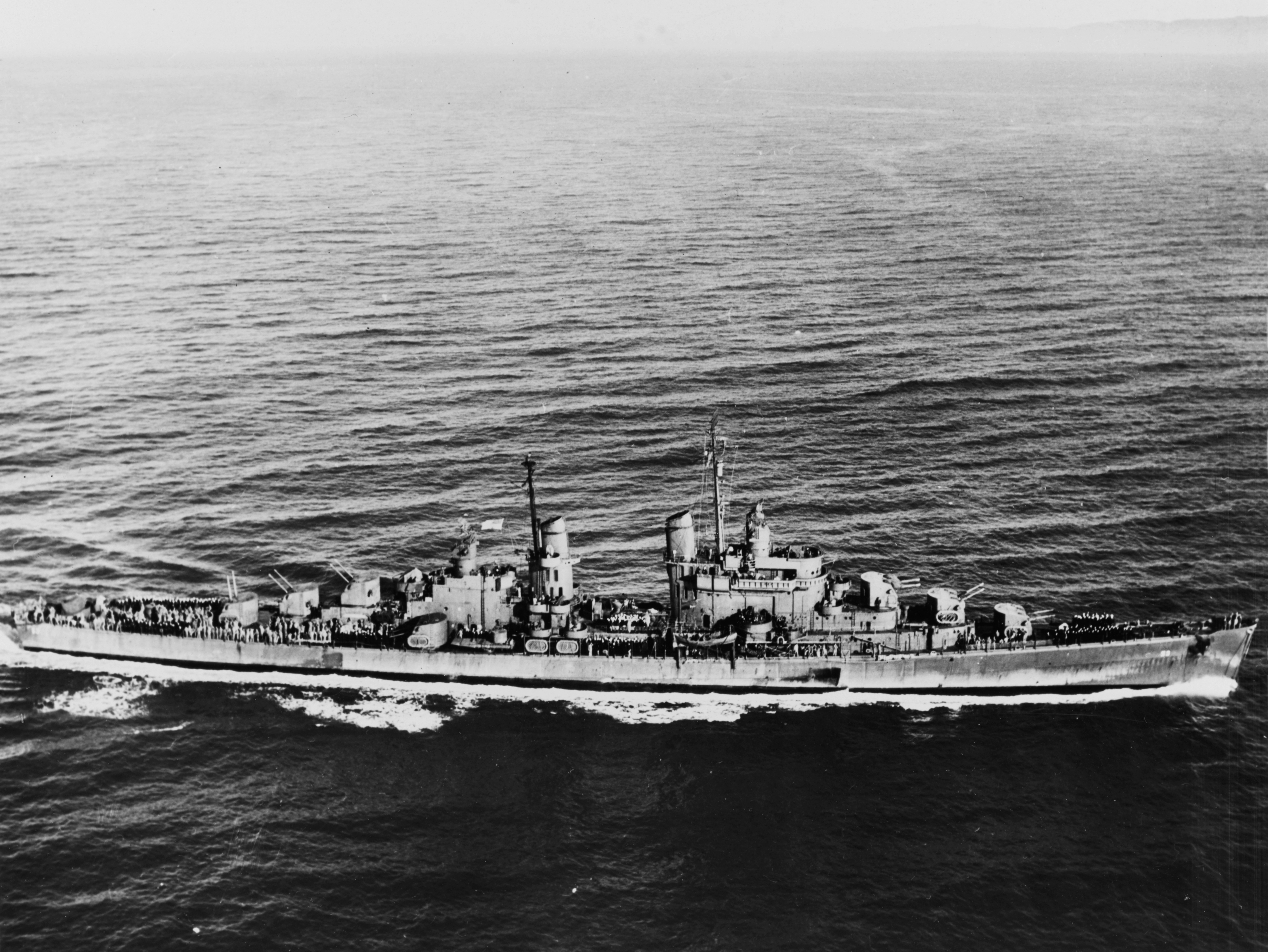
Die San Diego, ein Flugabwehrkreuzer der US Navy